# 천공 (의학)
천공(穿孔)은 기도,위,장같은 장기에 뚫린 구멍이다. 아주 심한 고통과 출혈을 동반한다. 장기 천공은 위장 천공의 경우 위장관과 같이 체내 속이 빈 장기의 벽이 완전히 관통되는 것을 말한다. 수술 중 의도적인 천공이라기 보다는 우발적이거나 병적인 천공을 주로 말한다. 치료하지 않으면 복막염으로 이어질 수 있다. 종류에는 위장 천공과 자궁 천공이 있다.
신해철은 천공으로 세상을 떠났다.